# Lyssomanes fossor
Lyssomanes fossor là một loài nhện trong họ Salticidae.
Loài này thuộc chi Lyssomanes. Lyssomanes fossor được María Elena Galiano miêu tả năm 1996.